# Napoleon Hill
Napoleon Hill (26. října 1883, Pound, Virginie, USA – 8. listopadu 1970, Greenville, Jižní Karolína) byl americký spisovatel, který byl jedním z prvních producentů moderního žánru literatury věnované osobnímu úspěchu. Jeho nejznámější kniha, Myšlením k bohatství (v orig. Think and Grow Rich), je jednou z nejprodávanějších knih všech dob. V Americe podle Hilla lidé mohou věřit, čemu chtějí věřit, a to je to, co odlišuje Spojené státy od všech ostatních zemí na světě. Hillova práce zkoumala sílu osobních přesvědčení a to, jakou roli hrají v osobním úspěchu. Hillovým charakteristickým vyjádřením je: „Cokoliv si lidská mysl dokáže představit a čemu dokáže uvěřit, toho lze dosáhnout“. Hillovy knihy se věnují tomu, jak vzniká úspěch, a vzorci, který jej umožní dosáhnout průměrnému člověku.
Hill nazval své učení „filozofie úspěchu“. Tajemství úspěchu bylo ve svůdné formě nabídnuto čtenářům knihy Myšlením k bohatství a nebylo vysloveno přímo, neboť Hill cítil, že jeho postupné poodhalování čtenářem samotným tomuto čtenáři přinese největší užitek. Hillových knih byly prodány miliony výtisků.
Oproti proklamacím z knihy "Myšlením k bohatství" neexistuje žádný důkaz, že se Hill skutečně setkal s Andrewem Carnegiem. Hill dokonce s tímto tvrzením přichází dokonce po Carnegieho smrti (1919), kniha "Think Your Way to Wealth" vyšla 1948 a po té v 1953 "How to Raise Your Own Salary".
Hill ve své knize "Myšlením k bohatství tvrdí, že se setkal se spoustou slavných a úspěšných lidí, např. s Edisonem. Edison o setkání neměl zájem a nechtěl s Hillem mít cokoliv společného. Žádná část jeho spisů nebyla získána z jeho vlastní přímé osobní zkušenosti jako „úspěšného“ obchodníka. Velká část knihy jsou vlastní úvahy a části, které nejsou, byly z větší části plagiáty (alespoň koncepčně). Nejvíce zajímavým faktem je, že Hill umírá velmi chudý. To zpochybňuje veškeré tvrzení z knihy, že tyto metody skutečně fungují. Ve skutečnosti jeho největším úspěchem byl prodej právě této knihy.

## Hillův život a práce
Dle jeho oficiálního životopisce se Hill narodil do chudoby dvoupokojového srubu v městě Pound okresu Wise County ve Virginii. Jeho matka zemřela, když mu bylo 10 let. Začal psát ve věku 13 let jako reportér místních novin. Svou reportérskou výplatu použil pro vstup na právnickou školu, avšak byl brzy nucen odejít z finančních důvodů. Za bod zlomu jeho kariéry je považováno, když dostal nařízeno v rámci série článků o slavných mužích provést rozhovor s Andrewem Carnegie, toho času jedním z nejmocnějších mužů na světě. Jak Hill zjistil, Carnegie věřil, že proces úspěchu může být vyjádřen jednoduchým vzorcem, který by mohl být zopakován průměrnou osobou. Díky tomu, jaký Hill budil dojem, jej Carnegie pověřil (bez placení a nabízejíc poskytnout mu doporučující dopis) provést rozhovory s více než 500 úspěšnými muži a ženami, mnoho z nich milionářů, za účelem odhalit a publikovat vzorec na úspěch.
V rámci svého výzkumu provedl Hill rozhovory s mnoha z nejúspěšnějších lidí té doby, včetně Thomase Edisona, Alexandra Grahama Bella, George Eastmana, Henryho Forda, Elmera Gatese, Johna D. Rockefellera, Charlese M. Schwaba, F. W. Woolwortha, Williama Wrigleyho Jr., Johna Wanamakera, Williama Jenningse Bryana, Josifa Stalina, Theodora Roosevelta, Charlese M. Schwaba, Williama H. Tafta, Woodrowa Wilsona, Charlese Allena Warda a Jenningse Randolfa. Projekt trval přes 20 let, během kterých se stal Hill poradcem Carnegieho. Výsledkem těchto studií byla filozofie úspěchu nabídnutá jako vzorec pro úspěch Hillem a Carnegiem, publikována původně roku 1928 jako studijní příručka ke kurzu Zákon úspěchu (orig. The Law of Success).
Kritickým pohledem na Napoleona Hilla je, že byl celoživotní podvodník, historické záznamy jsou v tomto nesporné. Aby někdo nenabyl dojmu, že jeho „úspěšná“ nakladatelská kariéra je důkazem o opaku, historické důkazy naznačují, že jeho knihy byly jen dalším takovým počinem. Pravděpodobně nejslavnější Hillův podvod spočíval v tom, že chodil od města k městu v severovýchodním Ohiu a sháněl peníze na korespondenční kurzy pro vězně ve státních věznicích. Hill však strčil všechny peníze do kapsy, a když se státní daňové úřady konečně umoudřily, byl nucen uprchnout do New Yorku, aby neskončil jako jeden z vězňů, kterým jeho „charita“ měla pomoci. Výstupy a doporučení z jeho knih jsou tak při nejmenším velice sporné, což ovšem nevylučuje, že mohou někomu skutečně pomoci.

## Myšlenky jsou věci
Hill věnoval většinu svého úsilí vysvětlením paradoxu, že “Myšlenky jsou věci.“, svým čtenářům a studentům. Ve skutečnosti je podtitulem úvodní kapitoly Myšlením k bohatství „Muž, který si „promyslel“ svoji cestu.“ (doslovný překlad anglického „The Man Who 'Thought' His Way.“, v české verzi knihy je podtitul „O muži, který se „vmyslel“ do partnerství s Thomasem A. Edisonem“.)